# Kazimierza Wielka
Kazimierza Wielka este un oraș în Polonia.